# 峴港—廣義高速公路
峴港－廣義高速公路是越南一條高速公路，連接中部峴港市、廣南省和廣義省廣義市，全長139.204公里。屬南北高速公路的一部份。
公路於2013年動工，由日本國際協力機構和世界銀行提供支助。第一段於2017年8月2日通車，2018年9月2日全面通車。